# Antonio Ježina
Antonio Ježina (ur. 5 czerwca 1989 w Szybeniku) – chorwacki piłkarz grający na pozycji bramkarza w Royal Antwerp FC.

## Kariera klubowa
Do 2001 grał w Mladosti Tribunj, skąd przeniósł się do NK Otok Murter. W 2004 trafił do NK Zadar. W 2007 został włączony do pierwszej drużyny, w której zadebiutował 22 września 2009 w meczu 1. HNL ze Slavenem Belupo. W styczniu 2013 podpisał dwuipółletni kontrakt z Istra 1961. Zadebiutował w tym klubie 16 lutego 2013 w meczu 20. kolejki 1. HNL z Lokomotivą Zagrzeb. W lutym 2014 podpisał czteroletnią umowę z Dinamem Zagrzeb. Zdobył z tym klubem mistrzostwo Chorwacji w sezonach 2013/2014, 2014/2015 i 2015/2016 oraz puchar Chorwacji w sezonach 2014/2015 i 2015/2016.
W sierpniu 2016 podpisał trzyletni kontrakt z Royal Antwerp FC.

## Kariera reprezentacyjna
Rozegrał 5 spotkań w reprezentacji Chorwacji do lat 21. W seniorskiej kadrze zadebiutował 10 września 2013 w wygranym 2:1 meczu towarzyskim z Koreą Południową, w którym wszedł na boisko w doliczonym czasie gry za kontuzjowanego Dario Krešicia. Kilka sekund po zmianie Lee Keun-ho strzelił mu gola.

## Życie prywatne
Ma brata Petara.

## Osiągnięcia
- Mistrzostwo Chorwacji (3): 2013/2014, 2014/2015, 2015/2016
- Puchar Chorwacji (2): 2014/2015, 2015/2016